# IOAT
| Sigles de 2 caractères   |
| Sigles de 3 caractères   |
| ► Sigles de 4 caractères |
| Sigles de 5 caractères   |
| Sigles de 6 caractères   |
| Sigles de 7 caractères   |
| Sigles de 8 caractères   |

IOAT  (Intel I/O Acceleration Technology) est une technologie propriétaire brevetée par Intel. Elle permet l'optimisation du traitement des données venant des périphériques (typiquement les paquets d'une carte réseau).
Elle est actuellement supportée sur les chipsets série 5000 (5520/5550, 5000x) mais aussi sur le chipset X58.
Elle ne fonctionne qu'avec les processeurs Intel Xeon.